# Oporî, Drohobîci
Oporî (în ucraineană Опори) este o comună în raionul Drohobîci, regiunea Liov, Ucraina, formată numai din satul de reședință.

## Demografie
Componența lingvistică a comunei Oporî
     Ucraineană (99,13%)
     Alte limbi (0,87%)
Conform recensământului din 2001, majoritatea populației comunei Oporî era vorbitoare de ucraineană (99,13%), existând în minoritate și vorbitori de alte limbi.